# Mittlerer Perlmuttfalter

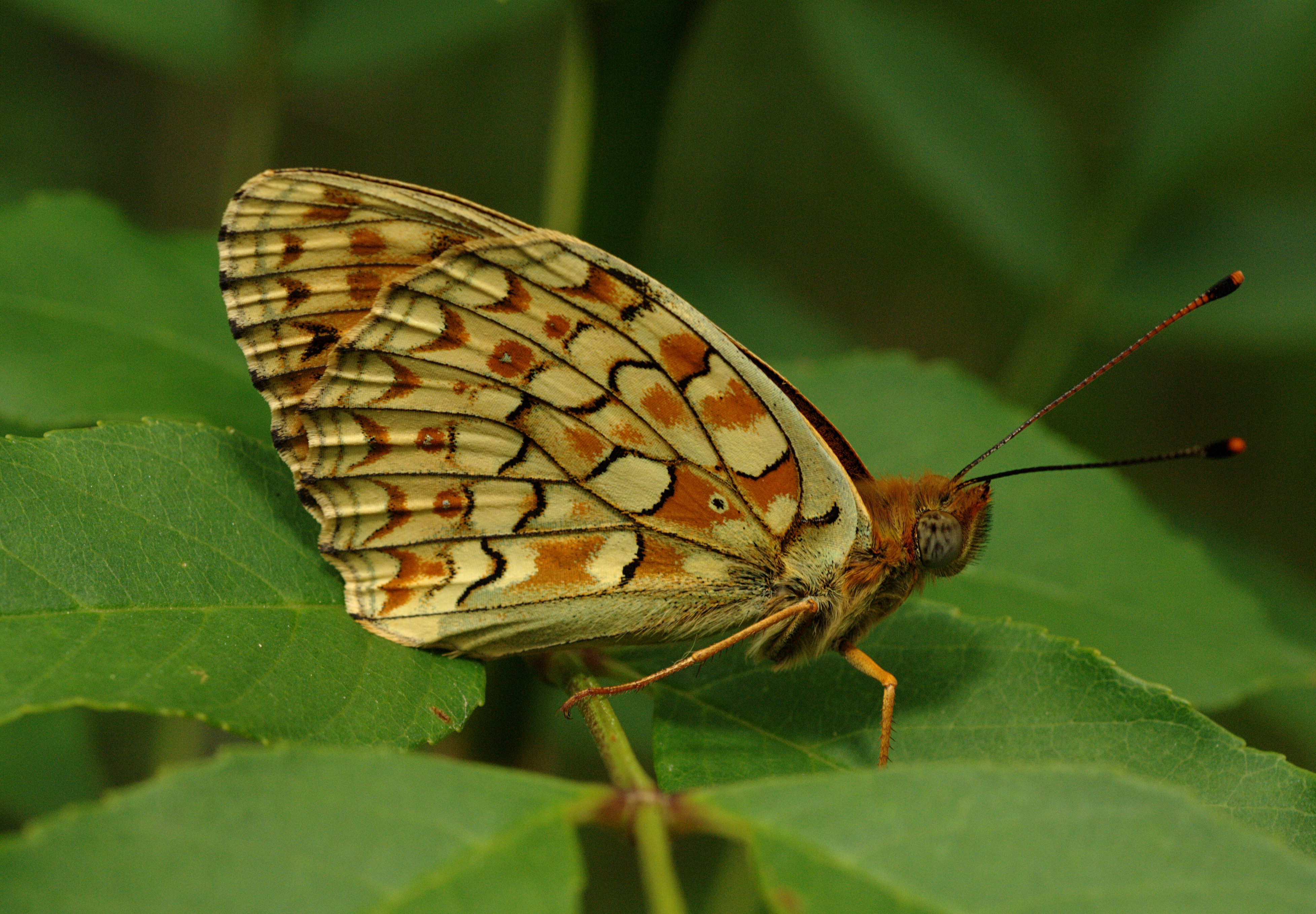
Unterseite der Flügel

Der Mittlere Perlmuttfalter (Fabriciana niobe, Syn.: Argynnis niobe) ist ein Schmetterling (Tagfalter) aus der Familie der Edelfalter (Nymphalidae). Das Artepitheton leitet sich von Niobe, einem griechischen Frauennamen aus der griechischen Mythologie ab.

## Merkmale
Die Falter erreichen eine Flügelspannweite von 45 bis 50 Millimetern. Die Flügeloberseiten sind orange mit schwarzen Flecken und Querbändern sowie dunklem Flügelsaum. Die Flügelunterseiten sind hellorange bis hellgelb gefärbt mit kleinen Perlmuttflecken in der Basalhälfte. Die Raupe hat eine dunkle Grundfärbung mit kleinen, weißen Flecken und weiße Dornen mit rotorangener Wurzel.
Die Form A. niobe f. eris hat keine Silberflecken auf der Unterseite der Hinterflügel und tritt meist in höheren Lagen auf und fliegt dort teilweise ausschließlich. Die Zwischenform wird als f. intermedia bezeichnet. Die verdunkelte Form der Weibchen f. obscura tritt nicht selten auf.

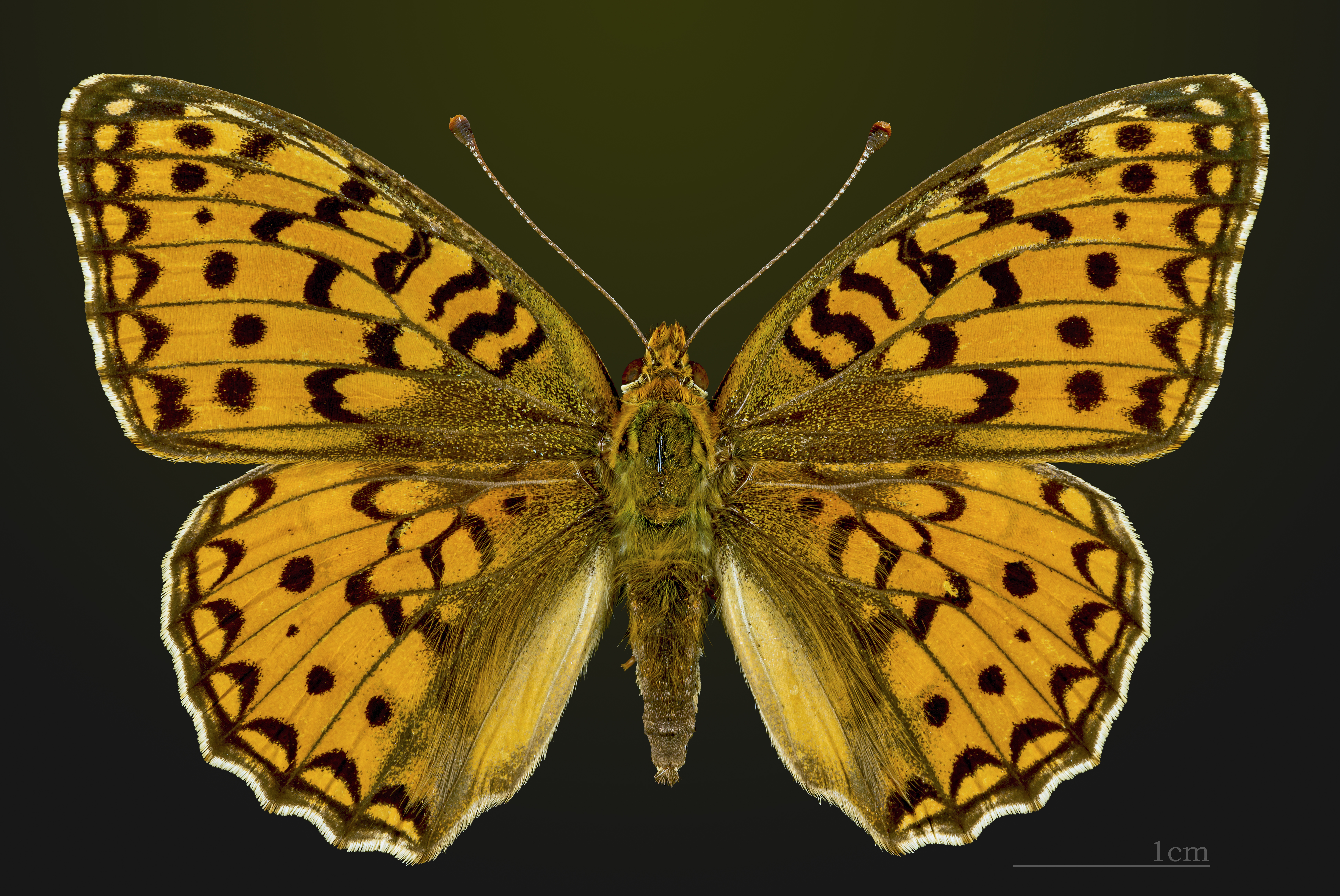
Mittlerer Perlmuttfalter
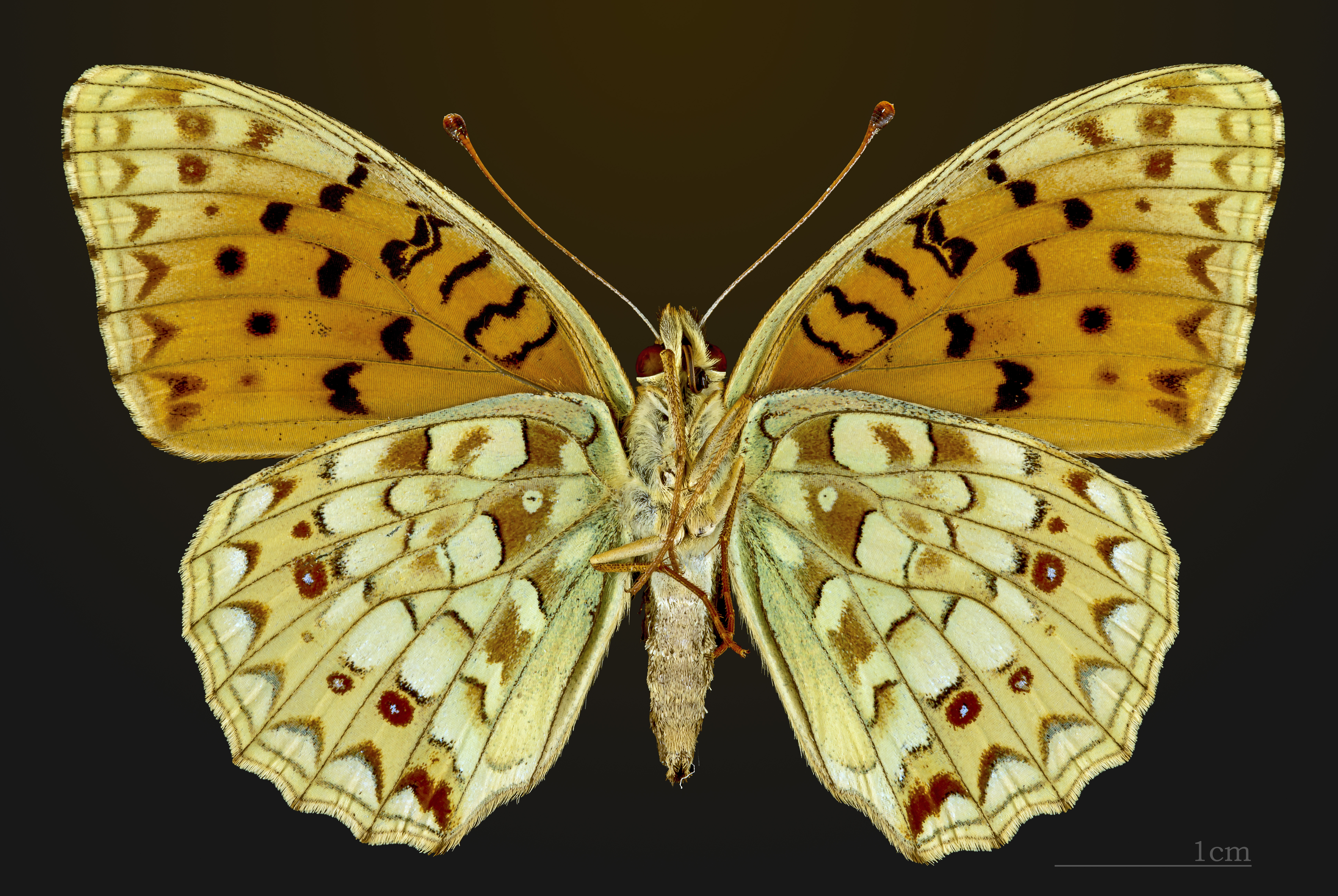
△ Mittlerer Perlmuttfalter

### Ei, Raupe, Puppe
Das rötlichgelbe Ei hat 16 Längsrippen. Die braune Raupe hat einen weißen, schwarzumrandeten Rückenstreifen, dunkle Seitenstreifen und weiße Flecken an der Seite. Sie trägt rötlichweiße Dornen. Der Kopf ist rostgelb. Die bräunliche Puppe hat kleine metallische Spitzen am Rücken.

## Ähnliche Arten
- Kaisermantel, Argynnis paphia (Linnaeus, 1758)
- Feuriger Perlmuttfalter, Fabriciana adippe (Denis & Schiffermüller, 1775)
- Großer Perlmuttfalter, Speyeria aglaja (Linnaeus, 1758)

## Vorkommen
Die Art kommt in ganz Europa bis zum 62. Breitengrad vor. Sie fehlt in Südspanien sowie in Großbritannien und Irland. Über Kleinasien, den Mittleren Osten und weitere Gebiete Asiens kommt sie bis zum Amur vor. Sie lebt an Waldrändern, Lichtungen und auf waldnahem Magerrasen.

### Deutschland
In Deutschland hat die Art eine stark rückläufige Entwicklung und kommt nur noch inselartig vor. In Baden-Württemberg kommt sie im Hochschwarzwald, auf der Schwäbischen Alb an zwei Stellen am Nordrand der Mittleren Kuppenalb und an einer südlich davon vor. Aus dem Allgäu sind Fundorte um Isny und Tettnang bekannt. Vereinzelt konnte der Falter Anfang des 20. Jahrhunderts auch am Kaiserstuhl gefunden werden.
Der Mittlere Perlmuttfalter lebt auch im sandigen Offenland. Er besiedelt vor allem Küstendünen, Magerrasen, Heiden und Binnendünen. Dies sind heute die wichtigsten Habitate. Auf den ostfriesischen Inseln befindet sich ein bundesweiter Verbreitungsschwerpunkt.

## Lebensweise
Die Art bringt in Mitteleuropa jährlich eine Generation hervor, die von Ende Juni bis Anfang September fliegt. Die kleinen Räupchen überwintern fertig entwickelt innerhalb der Eischale und ernähren sich von verschiedenen Veilchen.

## Gefährdung
Das Red Data Book of European Butterflies (Rhopalocera) von 1999 gibt den Bestand in Europa als stabil an. In Deutschland ist die Art als stark gefährdet (2) eingestuft, ebenso in Bayern in den Alpen und dem Alpenvorland.